# 劳动
劳动指的是一类人类有意进行的活动

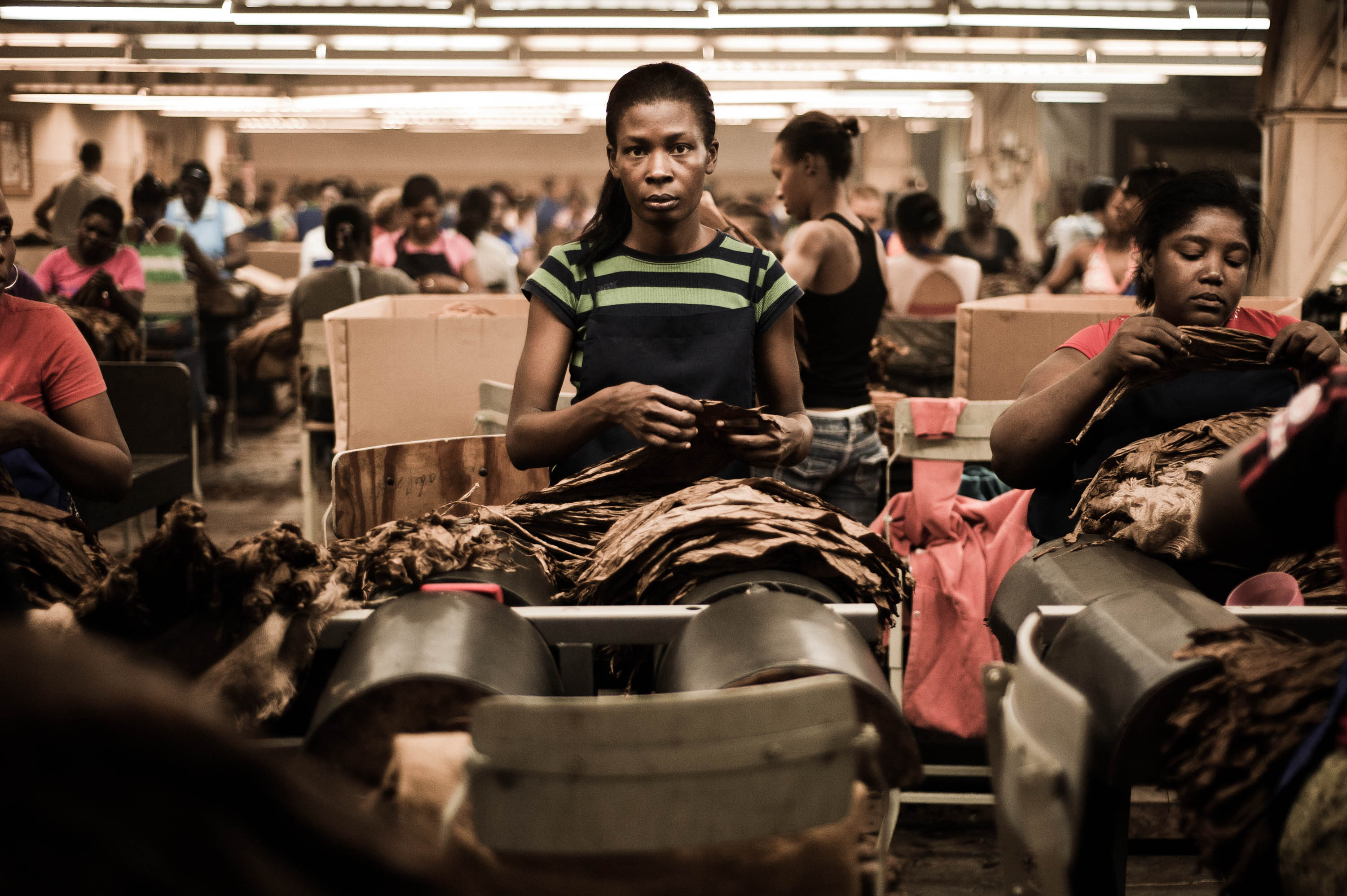
中美洲勞工在勞動

。不论是在哪一种社会体系中，劳动一般有以下目的：
- 个人以及社会作为个人的集合劳动来生产和制造其所需要的生活的物质基础，以及来满足其需要。
- 劳动作为保证或改善劳动的人或其家庭成员、朋友、团体、集团或阶级的社会地位的手段。
- 参加创新、文化和艺术创造的过程，参加科学知识的领会和发现，参加对政治或社会的改革。

## 历史意义
通过劳动和劳动所创造的文化和技术的发展人类不但能够在自然界幸存下来，而且能够不断地加强社会的生产力以至于这个似乎无限的生产力的发展开始威胁到地球的生态系统和人类本身的存在。从20世纪中开始越来越多的历史学家开始注意到劳动的这个历史意义。

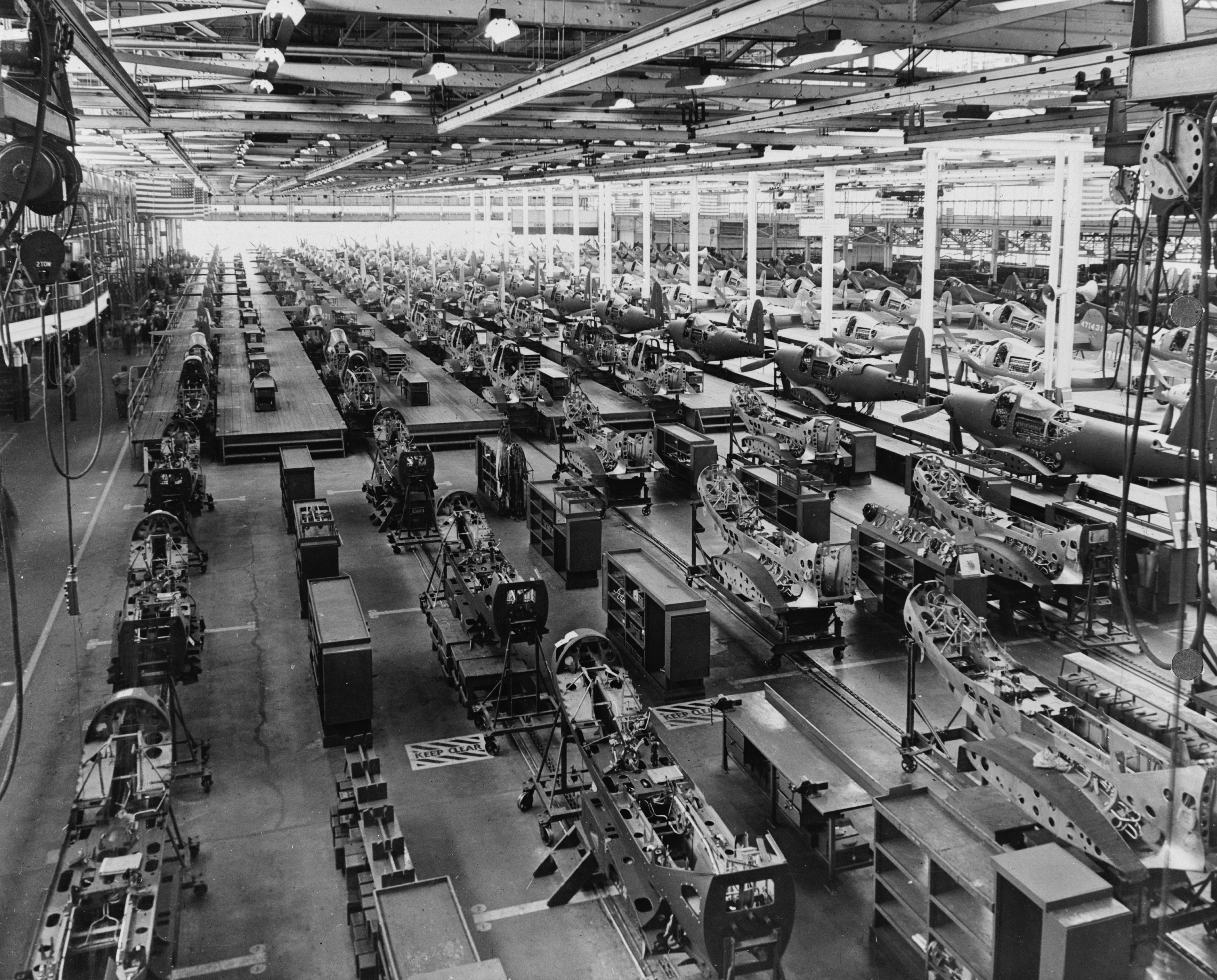
量產生產線的內景

劳动过程随着社会的规则和法律的不同而变化。而一个社会的规则和法律又是有很大一部分是由社会所拥有的生产关系所决定的。生产关系可以看做是调整一个社会的劳动资源的供给、分布及劳动结果的方式。也就是说，劳动随文化和社会的变迁和差异而不断地变化。生产关系决定劳动的经济和政治目的和意义。每个文化时期和历史时期都有其特有的劳动形式。
劳动有一个与社会和国家体系不十分相关的方面，这就是技术水平。虽然每个人和每个社会的能力和经济可能不同，但一般来说人类总是尽可能地使用最有效的和新颖的技术来保证和提高其劳动的质量和生产力，来保证其劳动结果符合社会的需要。但随着技术的发展人的体力在劳动过程中越来越不重要了。其结果是体力劳动不断地被机器取代，而为了维护和发展现代化的生产系统的运行，越来越多的劳动力需要更好的教育和训练，新的劳动产生。虽然如此在一些发展国家中今天甚至于可以达到三分之一的人不直接参加劳动而是通过社会福利或其它方式来享受劳动产生的结果。对于这些国家的领导人来说这个现象是一个非常重要的和非常棘手的社会问题。
一些哲学家（比如卡尔·波普尔）认为只有从独立的意识中产生的劳动才会对社会带来最大的财富，因为奴隶或士兵式的劳动者没有或只很有限地可以选择其最有效的劳动方式和工具。

## 人权
世界人权宣言第23条中称劳动为人权：
- 人人有权工作、自由选择职业、享受公正和合适的工作条件并享受免于失业的保障。
- 人人有同工同酬的权利，不受任何歧视。
- 每一个工作的人，有权享受公正和合适的报酬，保证他本人和家属有一个符合人的生活条件，必要时并辅以方式的社会保障。
- 人人有为维护其利益而组织和参加工会的权利。